# Olympische Winterspiele 1988/Teilnehmer (Indien)
| Gelbes Symbol für Goldmedaillen mit stilisierten Olympischen Ringen | Graues Symbol für Silbermedaillen mit stilisierten Olympischen Ringen | Braundes Symbol für Bronzemedaillen mit stilisierten Olympischen Ringen |
| ------------------------------------------------------------------- | --------------------------------------------------------------------- | ----------------------------------------------------------------------- |
| —                                                                   | —                                                                     | —                                                                       |

Indien nahm an den Olympischen Winterspielen 1988 im kanadischen Calgary mit drei Athleten teil. Es war die dritte Teilnahme des Landes bei Winterspielen.

## Teilnehmer nach Sportarten

### Ski Alpin
- Gul Dev
Slalom, Männer: disqualifiziert
- Shailaja Kumar
Slalom, Frauen: 28. Platz
- Kishor Rahtna Rai
Slalom, Männer: 49. Platz